# Bredsjö Blå
Bredsjö Blå är en svensk ostsort som tillverkas i Bredsjö i Bergslagen, i Örebro län. Bredsjö Blå är en blåmögelost som produceras av mjölk från belgiska mjölkfår som betar runt Bredsjö hytta. Verksamheten startades 1987 av Lena Hall och Lars-Göran Staffare.
Den pastöriserade fårmjölken tillsätts Roquefortostmögel vid ystningen. Osten lagras upp till två år men är god redan efter 2-3 månaders lagring i ostkällaren. Eftersom osten inte är industriellt tillverkad varierar smaken mellan ystningarna. Mjölken från fåret innehåller cirka 4 % fett men stiger till runt 8-10 % under sommaren, vilket påverkar ostens karaktär.